# Babylon (film, 1980)
 (décembre 2020).
Si vous disposez d'ouvrages ou d'articles de référence ou si vous connaissez des sites web de qualité traitant du thème abordé ici, merci de compléter l'article en donnant les références utiles à sa vérifiabilité et en les liant à la section « Notes et références ».
Pour les articles homonymes, voir Babylon.
Pour plus de détails, voir Fiche technique et Distribution.
Babylon est un film britannique réalisé par Franco Rosso et sorti en 1980.

## Synopsis
Les péripéties d'un jeune deejay (joué par Brinsley Forde, leader du groupe Aswad) dans la banlieue de Londres au début de l'ère Thatcher, sur fond de lutte contre le racisme.

## Fiche technique
- Titre : Babylon
- Titre original : Babylon
- Réalisation : Franco Rosso
- Scénario : Franco Rosso et Martin Stellman
- Photographie : Chris Menges
- Direction artistique : Brian Savegar
- Décors : Ken Wheatley
- Montage : Thomas Schwalm
- Musique : Dennis Bovell
- Production : Gavrik Losey et Martin Stellman
- Société de production : Diversity Music
- Pays de production :  Royaume-Uni et  Italie
- Langue originale : Anglais
- Format : Couleur - 1,85:1 ; 35 mm - Son : Mono
- Genre : Drame
- Durée : 95 minutes
- Dates de sortie :
  -  France : 16 mai 1980 (Festival de Cannes) ; 14 octobre 2020 (en salle)[1]
  -  Royaume-Uni : novembre 1981

## Distribution
- Brinsley Forde : David dit "Blue"
- Karl Howman (en) : Ronnie
- Trevor Laird (en) : Beefy
- Brian Bovell : Spark
- Archie Pool : Dreadhead
- David N. Haynes : Errol
- Victor Romero Evans : Norvil dit "Lover"
- Beverley Dublin : Sandra, la copine de Norvil
- Granville Garner : le père de Sandra
- Beverly Michaels : Elaine, la copine de David
- Cynthia Powell : Esther, la mère de David
- T-Bone Wilson (en) : Wesley, le compagnon d'Esther
- Mel Smith : Alan, le patron du garage
- Stefan Kalipha (en) : Fat Larry
- Mark Monero (en) : Carlton
- Donovan Platt : William
- Alan Igbon (en) : Rupert
- King Sounds (en) : Compere
- Jah Shaka : lui-même